# Futurama: Benderova hra
Futurama: Benderova hra je třetí film založený na seriálu Futurama. Byl vydán v USA 4. listopadu 2008 na DVD.